# Joel Little
Joel Little (sinh ngày 13 tháng 2 năm 1983) là một nhạc sĩ, nhà sản xuất và là một người viết bài hát thắng Giải Silver Scroll và Giải Grammy người New Zealand. Anh được biết đến nhiều nhất với công việc hợp tác sáng tác và sản xuất cùng với các nghệ sĩ như Lorde, Broods, Sam Smith, Ellie Goulding, Elliphant, Daniel Johns, Jarryd James, Kids of 88, và Priory.

## Sự nghiệp
Little bắt đầu sự nghiệp dưới vai trò là một ca sĩ và người chơi guitar cho ban nhạc pop punk Goodnight Nurse. Ban nhạc đã phát hành hai album phòng thu, Always and Never (2006) và Keep Me On Your Side (2008), cả hai album đều đứng vị trí thứ năm trên bảng xếp hạng top 40 album của the New Zealand. Hai album này đều chứa những đĩa đơn và bài hát nổi tiếng trên các đài phát thanh, bao gồm năm đĩa đơn lọt vào top 40 ở New Zealand từ năm 2004 đến năm 2008.
Cùng với Sam McCarthy, cũng là một người chơi guitar cho Goodnight Nurse, Little sản xuất và đồng sáng tác một số lượng lớn các bài hát cho album đầu tay của nhóm nhạc mới của McCarthy, bộ đôi electro pop Kids of 88. Album này, có tựa đề Sugarpills, được phát hành năm 2010 và ra mắt tại vị trí á quân trên bảng xếp hạng album của New Zealand. Sugarpills bao gồm ba đĩa đơn nổi tiếng, "My House", "Just a Little Bit" và "Downtown", tất cả đều được đồng sáng tác bởi Little. "Just a Little Bit" chiến thắng hạng mục Đĩa đơn của năm tại Giải thưởng Âm nhạc New Zealand năm 2010.
Năm 2011, Little dựng một xưởng sản xuất âm nhạc của riêng anh, Golden Age, tại Morningside, Auckland.
Năm 2012, Little đồng sáng tác, sản xuất, thu âm và phối khí EP The Love Club cho Lorde tại Golden Age. Hai đĩa đơn "Royals" và "Tennis Court" đều đạt vị trí quán quân tại New Zealand năm 2013, trong khi đó EP The Love Club được chứng nhận đĩa Vàng tại New Zealand và đĩa Bạch kim tại Úc. Little ngoài ra cũng đồng sáng tác, sản xuất, phối khí, chỉnh sửa và chơi các nhạc cụ cho album phòng thu đầu tay của Lorde, Pure Heroine, được phát hành trên toàn thế giới vào ngày 30 tháng 9 năm 2013.

## Danh sách đĩa nhạc

### Với Goodnight Nurse
- Always and Never (2006), Festival Mushroom Records
- Keep Me on Your Side (2008), Warner Music New Zealand

## Danh sách sản xuất và sáng tác
| Năm  | Nghệ sĩ      | Album                                                                     | Bài hát                           | Ghi chú |
| 2010 | Kids of 88   | Sugarpills                                                                | "Ribbons of Light"                | Đồng sáng tác bởi Sam McCarthy & Joel Little Sản xuất bởi Joel Little, Sam McCarthy & Jordan Arts Chỉnh sửa bổ sung bởi Joel Little & Jordan Arts Góp giọng trong "Everybody Knows" & "My House" bởi Joel Little |
| 2010 | Kids of 88   | Sugarpills                                                                | "Just a Little Bit"               | Đồng sáng tác bởi Sam McCarthy & Joel Little Sản xuất bởi Joel Little, Sam McCarthy & Jordan Arts Chỉnh sửa bổ sung bởi Joel Little & Jordan Arts Góp giọng trong "Everybody Knows" & "My House" bởi Joel Little |
| 2010 | Kids of 88   | Sugarpills                                                                | "Everybody Knows"                 | Đồng sáng tác bởi Sam McCarthy & Joel Little Sản xuất bởi Joel Little, Sam McCarthy & Jordan Arts Chỉnh sửa bổ sung bởi Joel Little & Jordan Arts Góp giọng trong "Everybody Knows" & "My House" bởi Joel Little |
| 2010 | Kids of 88   | Sugarpills                                                                | "My House"                        | Đồng sáng tác bởi Sam McCarthy & Joel Little Sản xuất bởi Joel Little, Sam McCarthy & Jordan Arts Chỉnh sửa bổ sung bởi Joel Little & Jordan Arts Góp giọng trong "Everybody Knows" & "My House" bởi Joel Little |
| 2010 | Kids of 88   | Sugarpills                                                                | "Apart of You"                    | Đồng sáng tác bởi Sam McCarthy & Joel Little Sản xuất bởi Joel Little, Sam McCarthy & Jordan Arts Chỉnh sửa bổ sung bởi Joel Little & Jordan Arts Góp giọng trong "Everybody Knows" & "My House" bởi Joel Little |
| 2010 | Kids of 88   | Sugarpills                                                                | "Downtown"                        | Đồng sáng tác bởi Sam McCarthy & Joel Little Sản xuất bởi Joel Little, Sam McCarthy & Jordan Arts Chỉnh sửa bổ sung bởi Joel Little & Jordan Arts Góp giọng trong "Everybody Knows" & "My House" bởi Joel Little |
| 2010 | Kids of 88   | Sugarpills                                                                | "Feed the Birds"                  | Đồng sáng tác bởi Sam McCarthy & Joel Little Sản xuất bởi Joel Little, Sam McCarthy & Jordan Arts Chỉnh sửa bổ sung bởi Joel Little & Jordan Arts Góp giọng trong "Everybody Knows" & "My House" bởi Joel Little |
| 2010 | Kids of 88   | Sugarpills                                                                | "SQRL"                            | Đồng sáng tác bởi Sam McCarthy & Joel Little Sản xuất bởi Joel Little, Sam McCarthy & Jordan Arts Chỉnh sửa bổ sung bởi Joel Little & Jordan Arts Góp giọng trong "Everybody Knows" & "My House" bởi Joel Little |
| 2010 | Kids of 88   | Sugarpills                                                                | "San Fran"                        | Đồng sáng tác (với Jordan Arts & Sam McCarthy) |
| 2010 | Dane Rumble  | The Experiment                                                            | "What Are You Waiting For?"       | Đồng sáng tác (với Dane Rumble) |
| 2012 | Kids of 88   | Modern Love                                                               | "Komodo"                          | Đồng sáng tác (với Sam McCarthy, Jordan Arts & Jaden Parkes) |
| 2012 | Kids of 88   | Modern Love                                                               | "Tucan"                           | Đồng sáng tác (với Sam McCarthy, Jordan Arts & Jaden Parkes) |
| 2012 | Kids of 88   | Modern Love                                                               | "Zion"                            | Đồng sáng tác (với Sam McCarthy, Jordan Arts & Jaden Parkes) |
| 2012 | Timomatic    | Timomatic                                                                 | "AYO (That's What I Like)"        | Đồng sáng tác (với Tim Omaji & Jaden Parkes), sản xuất, chỉnh sửa và phối khí |
| 2012 | Lorde        | The Love Club                                                             | "Bravado"                         | Đồng sáng tác (với Ella Yellich-O'Connor), sản xuất, chỉnh sửa và phối khí |
| 2012 | Lorde        | The Love Club                                                             | "Royals"                          | Đồng sáng tác (với Ella Yellich-O'Connor), sản xuất, chỉnh sửa và phối khí |
| 2012 | Lorde        | The Love Club                                                             | "Million Dollar Bills"            | Đồng sáng tác (với Ella Yellich-O'Connor), sản xuất, chỉnh sửa và phối khí |
| 2012 | Lorde        | The Love Club                                                             | "The Love Club"                   | Đồng sáng tác (với Ella Yellich-O'Connor), sản xuất, chỉnh sửa và phối khí |
| 2012 | Lorde        | The Love Club                                                             | "Biting Down"                     | Đồng sáng tác (với Ella Yellich-O'Connor), sản xuất, chỉnh sửa và phối khí |
| 2013 | Lorde        | Pure Heroine                                                              | "Tennis Court"                    | Đồng sáng tác (với Ella Yellich-O'Connor), sản xuất, chỉnh sửa và phối khí |
| 2013 | Lorde        | Pure Heroine                                                              | "400 Lux"                         | Đồng sáng tác (với Ella Yellich-O'Connor), sản xuất, chỉnh sửa và phối khí |
| 2013 | Lorde        | Pure Heroine                                                              | "Ribs"                            | Đồng sáng tác (với Ella Yellich-O'Connor), sản xuất, chỉnh sửa và phối khí |
| 2013 | Lorde        | Pure Heroine                                                              | "Buzzcut Season"                  | Đồng sáng tác (với Ella Yellich-O'Connor), sản xuất, chỉnh sửa và phối khí |
| 2013 | Lorde        | Pure Heroine                                                              | "Team"                            | Đồng sáng tác (với Ella Yellich-O'Connor), sản xuất, chỉnh sửa và phối khí |
| 2013 | Lorde        | Pure Heroine                                                              | "Glory and Gore"                  | Đồng sáng tác (với Ella Yellich-O'Connor), sản xuất, chỉnh sửa và phối khí |
| 2013 | Lorde        | Pure Heroine                                                              | "Still Sane"                      | Đồng sáng tác (với Ella Yellich-O'Connor), sản xuất, chỉnh sửa và phối khí |
| 2013 | Lorde        | Pure Heroine                                                              | "White Teeth Teens"               | Đồng sáng tác (với Ella Yellich-O'Connor), sản xuất, chỉnh sửa và phối khí |
| 2013 | Lorde        | Pure Heroine                                                              | "A World Alone"                   | Đồng sáng tác (với Ella Yellich-O'Connor), sản xuất, chỉnh sửa và phối khí |
| 2013 | Broods       | Broods                                                                    | "Never Gonna Change"              | Đồng sáng tác (với Caleb Nott & Georgia Nott), sản xuất, chỉnh sửa và phối khí |
| 2013 | Broods       | Broods                                                                    | "Pretty Thing"                    | Đồng sáng tác (với Caleb Nott & Georgia Nott), sản xuất, chỉnh sửa và phối khí |
| 2013 | Broods       | Broods                                                                    | "Bridges"                         | Đồng sáng tác (với Caleb Nott & Georgia Nott), sản xuất, chỉnh sửa và phối khí |
| 2013 | Broods       | Broods                                                                    | "Sleep Baby Sleep"                | Đồng sáng tác (với Caleb Nott & Georgia Nott), sản xuất, chỉnh sửa và phối khí |
| 2013 | Broods       | Broods                                                                    | "Taking You There"                | Đồng sáng tác (với Caleb Nott & Georgia Nott), sản xuất, chỉnh sửa và phối khí |
| 2013 | Broods       | Broods                                                                    | "Coattails"                       | Đồng sáng tác (với Caleb Nott & Georgia Nott), sản xuất, chỉnh sửa và phối khí |
| 2014 | Broods       | Evergreen                                                                 | "Mother & Father"                 | Đồng sáng tác (với Caleb Nott & Georgia Nott), sản xuất, chỉnh sửa và phối khí |
| 2014 | Broods       | Evergreen                                                                 | "Everytime"                       | Đồng sáng tác (với Caleb Nott & Georgia Nott), sản xuất, chỉnh sửa và phối khí |
| 2014 | Broods       | Evergreen                                                                 | "Killing You"                     | Đồng sáng tác (với Caleb Nott & Georgia Nott), sản xuất, chỉnh sửa và phối khí |
| 2014 | Broods       | Evergreen                                                                 | "Bridges"                         | Đồng sáng tác (với Caleb Nott & Georgia Nott), sản xuất, chỉnh sửa và phối khí |
| 2014 | Broods       | Evergreen                                                                 | "L.A.F"                           | Đồng sáng tác (với Caleb Nott & Georgia Nott), sản xuất, chỉnh sửa và phối khí |
| 2014 | Broods       | Evergreen                                                                 | "Never Gonna Change"              | Đồng sáng tác (với Caleb Nott & Georgia Nott), sản xuất, chỉnh sửa và phối khí |
| 2014 | Broods       | Evergreen                                                                 | "Sober"                           | Đồng sáng tác (với Caleb Nott & Georgia Nott), sản xuất, chỉnh sửa và phối khí |
| 2014 | Broods       | Evergreen                                                                 | "Medicine"                        | Đồng sáng tác (với Caleb Nott & Georgia Nott), sản xuất, chỉnh sửa và phối khí |
| 2014 | Broods       | Evergreen                                                                 | "Evergreen"                       | Đồng sáng tác (với Caleb Nott & Georgia Nott), sản xuất, chỉnh sửa và phối khí |
| 2014 | Broods       | Evergreen                                                                 | "Four Walls"                      | Đồng sáng tác (với Caleb Nott & Georgia Nott), sản xuất, chỉnh sửa và phối khí |
| 2014 | Broods       | Evergreen                                                                 | "Superstar"                       | Đồng sáng tác (với Caleb Nott & Georgia Nott), sản xuất, chỉnh sửa và phối khí |
| 2014 | Sam Smith    | In The Lonely Hour: Deluxe Edition                                        | "Reminds Me of You"               | Đồng sáng tác (với Sam Smith), sản xuất, chỉnh sửa và phối khí |
| 2014 | Priory       | Weekend                                                                   | "Weekend"                         | Sản xuất bổ sung |
| 2014 | Elliphant    | One More EP                                                               | "One More" hợp tác với MØ         | Đồng sáng tác (với Ellinor Olovsdotter & MØ), sản xuất, chỉnh sửa và phối khí |
| 2014 | Lorde        | The Hunger Games: Mockingjay, Part 1 – Original Motion Picture Soundtrack | "Yellow Flicker Beat"             | Đồng sáng tác (với Ella Yelich-O'Connor), đồng sản xuất (với Paul Epworth) |
| 2014 | Lorde        | The Hunger Games: Mockingjay, Part 1 – Original Motion Picture Soundtrack | "Meltdown"                        | Đồng sáng tác (với Ella Yelich-O'Connor), đồng sản xuất, phối khí |
| 2014 | Lorde        | The Hunger Games: Mockingjay, Part 1 – Original Motion Picture Soundtrack | "Ladder Song"                     | Sản xuất, chỉnh sửa và phối khí |
| 2014 | Lorde        | The Hunger Games: Mockingjay, Part 1 – Original Motion Picture Soundtrack | "Flicker (Kanye West Rework)"     | Đồng sáng tác (với Ella Yelich-O'Connor) |
| 2015 | Daniel Johns | Aerial Love EP                                                            | "Aerial Love", "Late Night Drive" | Đồng sáng tác (với Daniel Johns), đồng sản xuất (với Daniel Johns), chỉnh sửa và phối khí |
| 2015 | Indiana      | No Romeo                                                                  | "Jack"                            | Đồng sáng tác (với Indiana), sản xuất, chỉnh sửa và phối khí |
| 2015 | Jarryd James |                                                                           | "Do You Remember"                 | Đồng sáng tác (với Jarryd James), sản xuất, chỉnh sửa và phối khí |

## Giải thưởng
| Năm  | Đề cử / Tác phẩm                                                                                  | Giải thưởng                              | Kết quả   |
| ---- | ------------------------------------------------------------------------------------------------- | ---------------------------------------- | --------- |
| 2013 | Ella Yelich-O'Connor và Joel Little cho "Royals"                                                  | Giải APRA Silver Scroll năm 2013         | Đoạt giải |
| 2014 | Joel Little, nhà sản xuất; Joel Little, chỉnh sửa/phối khí; Stuart Hawkes, chỉnh sửa cho "Royals" | Giải Grammy lần thứ 56 - Thu âm của năm  | Đề cử     |
| 2014 | Ella Yelich O'Connor và Joel Little, người viết bài hát cho "Royals"                              | Giải Grammy lần thứ 56 - Bài hát của năm | Đoạt giải |

| Năm  | Đề cử / Tác phẩm                    | Giải thưởng                                          | Kết quả   | Ref.   |
| ---- | ----------------------------------- | ---------------------------------------------------- | --------- | ------ |
| 2014 | Ella Yelich O'Connor và Joel Little | Giải APRA (Úc) - Giải thưởng gặt hái quốc tế đột phá | Đoạt giải | [ 15 ] |